# 田角
田角（?—?），秦朝末齐国宗室。秦二世二年（前208年）六月，秦將章邯於臨濟下殺齐王田儋，齊人乃立田假為王，田角为相，田角弟田间为将。田儋的从弟田榮逃到东阿，秦朝章邯追围。项梁听说田荣危急，率兵在东阿下击破章邯军。田荣归临淄，将田假轰走，田假逃亡楚国，田角逃亡赵国。田榮立田儋的儿子田巿为齐王，要求楚国杀死田假，赵国杀死田角、田间。楚国、赵国不理會這要求。所以后来章邯围攻赵国，田荣没去救援，也没有随项羽入关。